# Pedralva (Braga)
Pedralva is een plaats (freguesia) in de Portugese gemeente Braga en telt 1 150 inwoners (2001).